# Hipparchia statilinus
Pour les articles homonymes, voir Faune.
Faune
Espèce
Statut de conservation UICN

 LC  : Préoccupation mineure
Le Faune, Arachné ou Coronis (Hipparchia statilinus) est un lépidoptère (papillon) appartenant à la famille des Nymphalidae, à la sous-famille des Satyrinae et au genre Hipparchia.

## Description
Le Faune est de couleur marron terne pour le mâle, plus claire, ocrée pour la femelle, avec en bordure une frange entrecoupée et deux ocelles noirs aveugles ou très discrètement pupillés aux antérieures et un très petit aux postérieures.
Le revers est marbré d'ocre et de blanc avec les deux ocelles noirs cerclés d'ocre aux antérieures et le très petit aux postérieures.

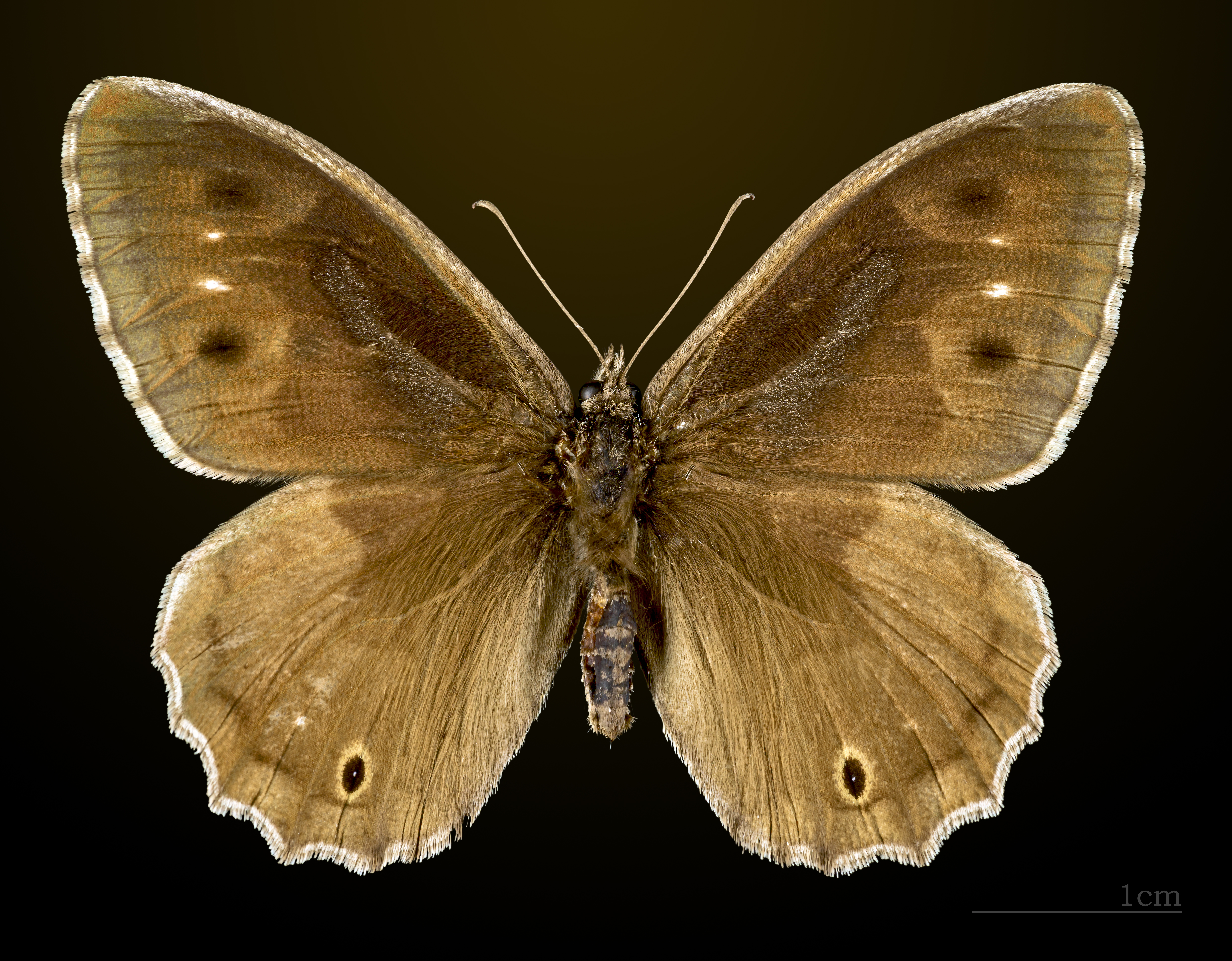
♂ Muséum de Toulouse
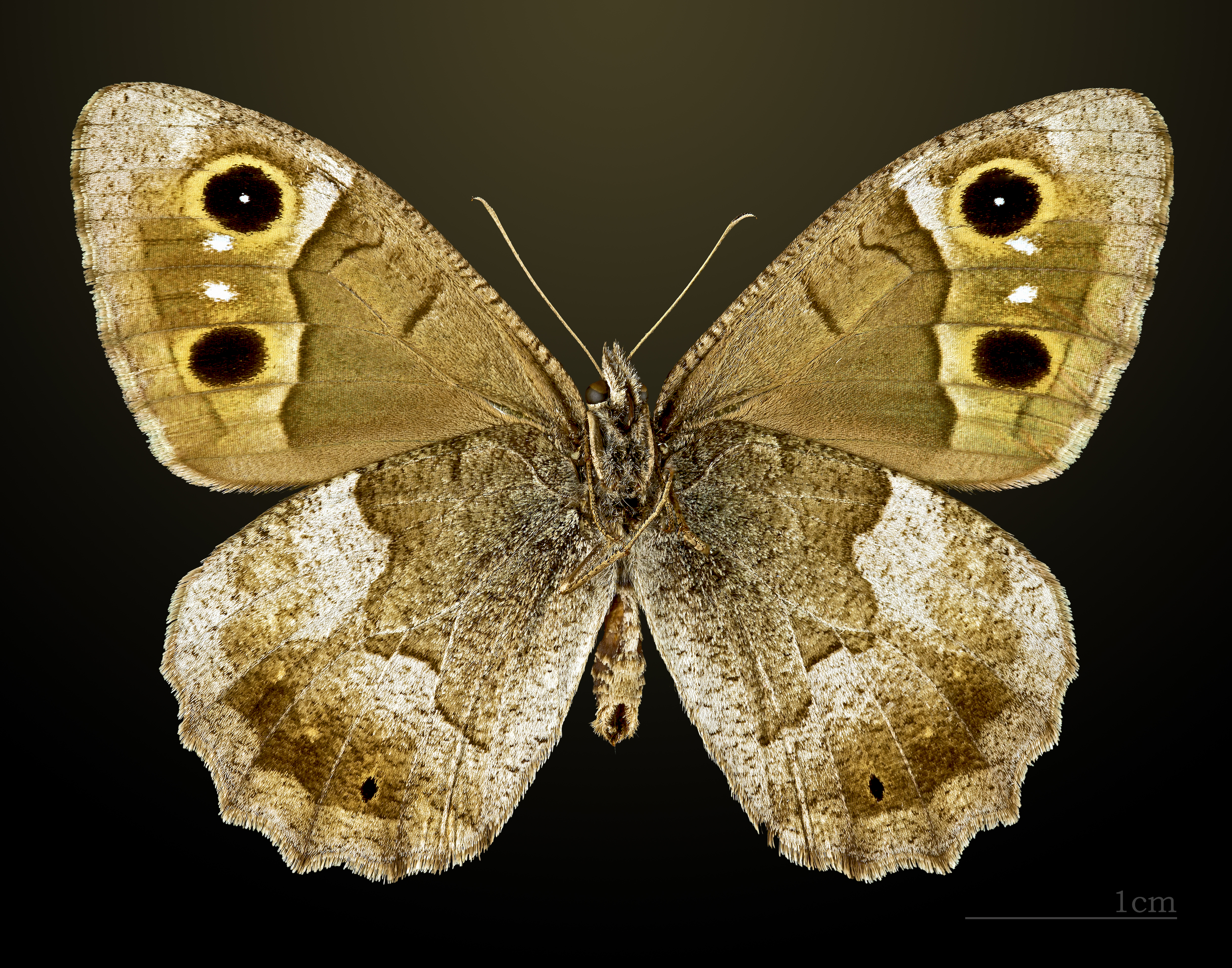
♂ △
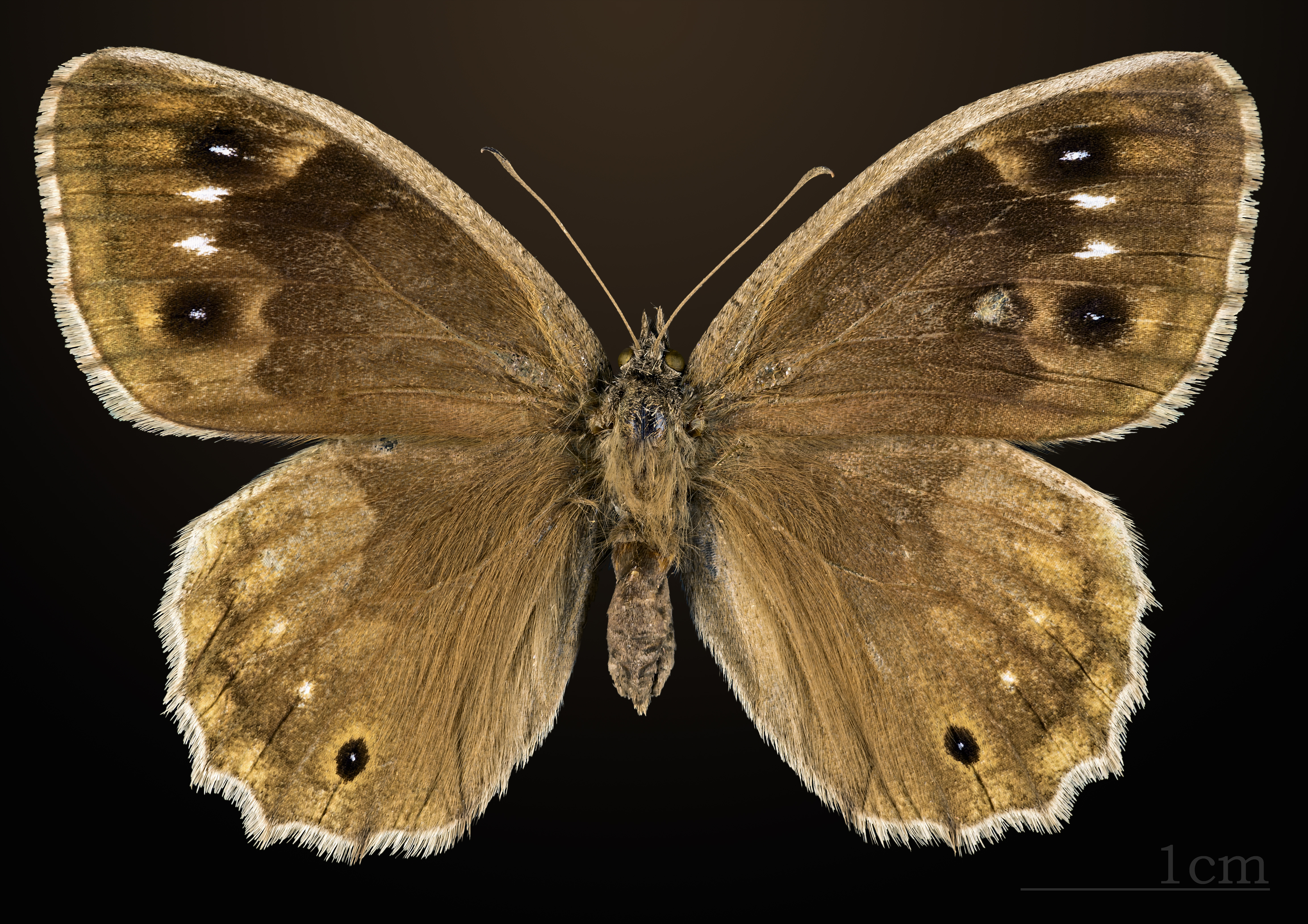
♀ Muséum de Toulouse
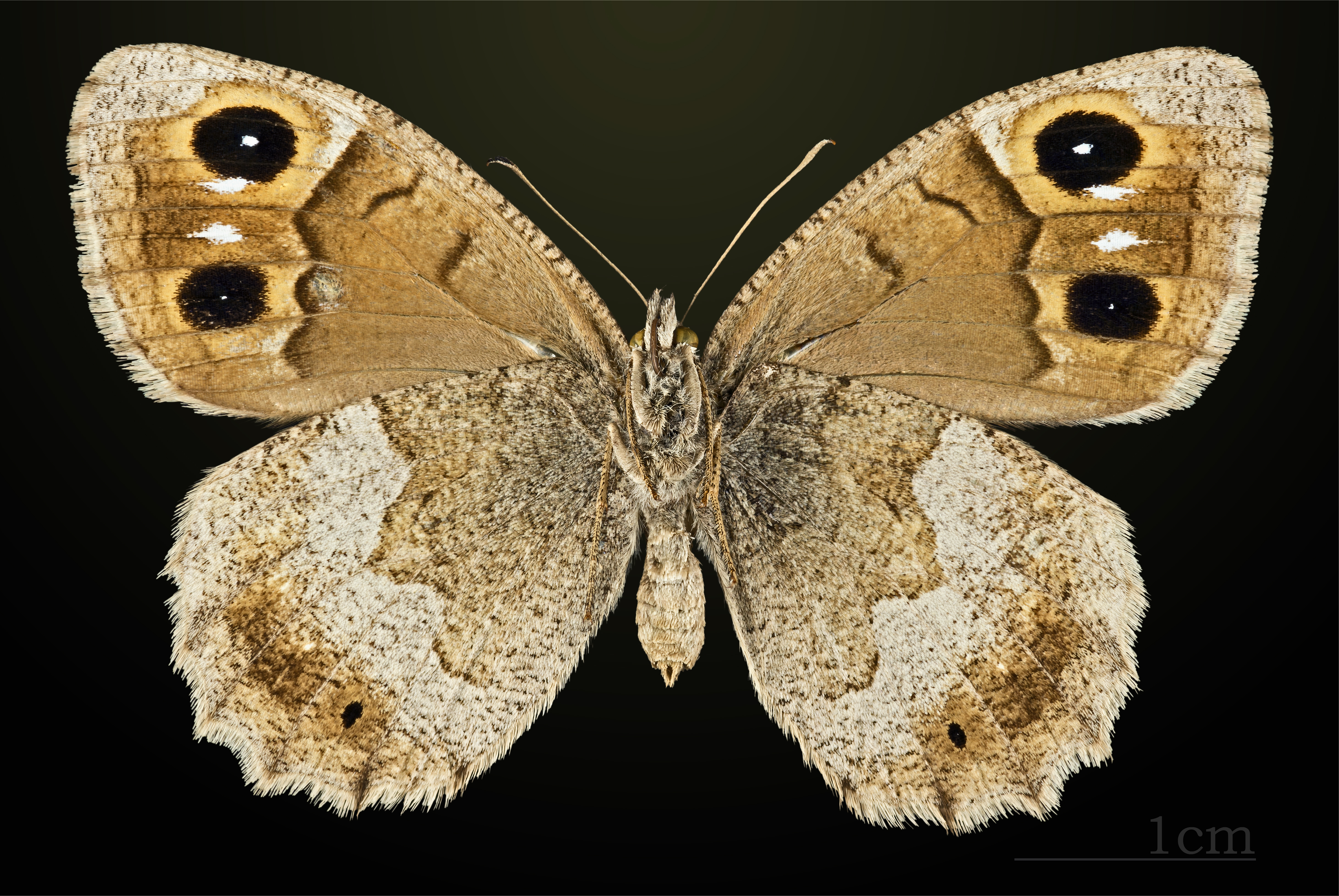
♀ △

### Chenille
Elle est de couleur beige verdâtre rayée de vert.

## Biologie

### Période de vol et hivernation
Le Faune vole en une génération entre juin et octobre en Europe, avec une émergence maximum en juillet.

### Plantes hôtes
Ses plantes hôtes sont diverses poacées (graminées) dont des Poa et des Festuca; Bromus erectus, Bromus sterilis, Brothriochola ischaemum, Stipa pennata, Lygeum spartum,.

## Écologie et distribution

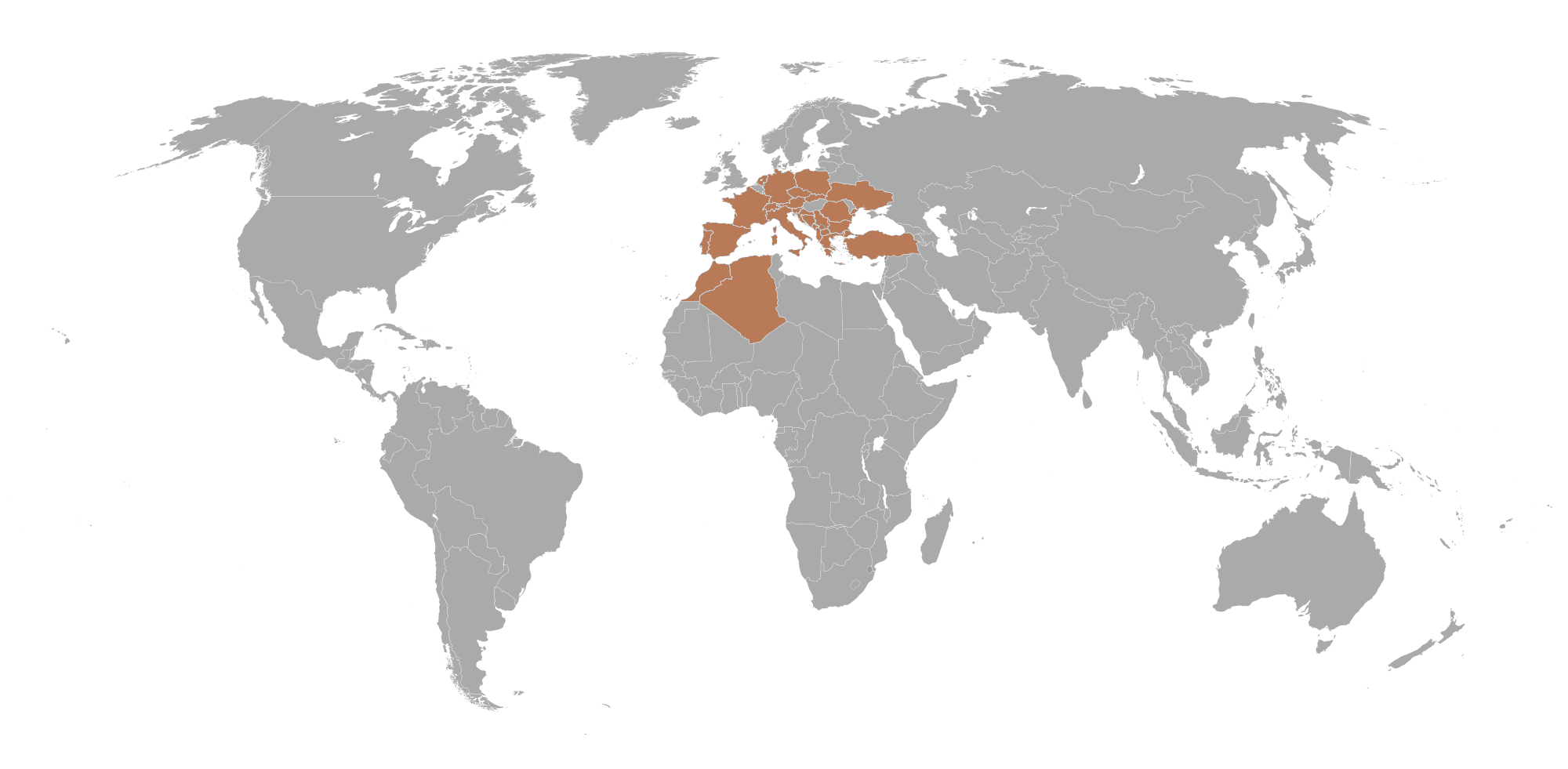
Distribution

Le Faune est présent en Afrique du Nord : (Maroc, Algérie et Tunisie pour la sous-espèce Hipparchia statilinus sylvicola), dans le sud-ouest et le centre de l'Europe (Portugal, Espagne, sud de la France, Italie), et tout le centre de l'Europe de la Slovénie à la Pologne et à la Grèce, ainsi qu'en Turquie.
En Afrique du Nord la sous-espèce Hipparchia fidia fidia est présente au Maroc dans le Moyen-Atlas et le Haut-Atlas, en Algérie et en Tunisie.
Le Faune est présent dans les 3/4 de la France métropolitaine : le sud, jusqu'en Ille-et-Vilaine, Seine-et-Marne et Côte-d'Or, mais il n'a pas été retrouvé dans plusieurs départements du nord de son aire depuis 1980.

### Biotope
Il réside dans des landes sèches proches de broussailles ou de bois de pins.

## Systématique
L'espèce Hipparchia statilinus a été décrite par l'entomologiste  Johann Siegfried Hufnagel en 1766 sous le nom initial de Papilio statilinus.

### Synonymes
- Papilio statilinus Hufnagel, 1766 protonyme
- Neohipparchia statilinus[3].

### Noms vernaculaires
- Le Faune, Arachné ou Coronis en français.
- Tree Grayling en anglais, Eisenfarbiger Samtfalter en allemand et Satiro moreno en espagnol[5],[3].

### Taxinomie
Sous-espèces
- Hipparchia statilinus statilinus
- Hipparchia statilinus sylvicola (Austaut, 1880) présent au Maroc, en Algérie et en Tunisie.

## Le Faune et l'Homme

### Protection
Il est protégé en région Île-de-France,.